# Лиманський район (Донецька область)
Лима́нський райо́н (у 1944–2016 роках — Краснолиманський) — колишня (до 2020 року) адміністративно-територіальна одиниця на півночі Донецької області. Увійшов до складу Краматорського району. Районний центр — Лиман.
Площа становить 1018 км². Населення — 21 799 осіб (на 1.08.2013).

## Загальні відомості
Має кордони з Харківською та Луганською областями. Лиман — найпівнічніше місто обласного підпорядкування Донецької області. Розташоване воно за 7 км від річки Сіверський Донець за 156 км від обласного центру.
Лиманський район з 63 населеними пунктами площею 1199,2 км² та населенням 25,1 тис. чол., з них українців — 81 %, росіян — 17 %, представників інших національностей — 2 %. Місто поділено на 11 мікрорайонів.
Лиманський район — це один із районів Донбасу, де практично відсутні шкідливі для людини виробництва, де влітку населення зростає втричі за рахунок відпочивальників, які приїздять із промислових регіонів Донецької, Луганської, Харківської та інших областей України та СНД.
Район по праву називають Донецькою Швейцарією. Річка Сіверський Донець, велика кількість хвойних лісів, блакитних водоймищ, притягує не лише відпочиваючих та любителів тихого полювання — грибників, але й справжніх мисливців.
У лісах можна виявити понад 30 видів корисних рослин, тваринний світ представлений дикими кабанами, оленями, лисицями, зайцями, іноді з'являються вовки. Під землею Лиманщини — найбагатші запаси як мінеральних лікувальних, так і столових, здобутих з тріасових глибин, вод.
Лиман має потужний залізничний вузол, іменований як Північні ворота Донбасу, а сусідство зі значними промисловими центрами Слов'янськом та Сєвєродонецьком робить його привабливим до торгівлі.

## Структура управління районом
У Лимані діє Лиманська міська рада, а район передано в адміністративне підпорядкування міській раді Лиману, яку очолює міський голова. З 1988 року Лиман став містом обласного значення.

## Природні ресурси. Екологічна ситуація
Лиманщина багата піском. ЗАО «Краснолиманське кар'єроуправління» постачає його щорічно на будівельні заводи з виробництва силікатної цегли, цементних блоків, плит та інших виробів. Запаси сировини обчислюються в мільйонах тонн. За своєю потужністю підприємство може забезпечити піском всі будівельні організації Донбасу. На території міста та району знайшли природний газ, дві промислові свердловини запущені до експлуатації.
Геологи та буровики ведуть розвідувальні роботи на території району щодо розширення запасів нафти та газу.
ПО «Краснолиманське звірогосподарство» є виробником хутра норки.
Наявність залізничного вузла, відсутність промислових підприємств з шкідливими для здоров'я людини та оточуючого середовища технологіями, наявність майже 40 га лісів та лугів національного парку «Святі гори» та 500 га заповідника «Крейдяна флора», 3,7 тис. га озер і річки Сіверський Донець історично створили імідж міста Лиман як одного з центрів оздоровлення та реабілітації жителів та трудящих промислових підприємств Донбасу. За містом та в районі розташовано більш ніж 100 баз відпочинку, санаторій-профілакторій Донецької залізниці на 100 місць. Кожний рік проходять оздоровлення більш ніж 50 тис. чоловік.
Привабливе природне розташування, зручний під'їзд, екологічно чисте оточуюче середовище — все це і створює основу інвестиційної привабливості регіону.
Якщо зона узбережжя р. Сіверський Донець обжита вже 15-20 років, то в останні роки накреслено новий, не менш привабливий регіон — блакитні озера, котрі утворились внаслідок виробничої діяльності Лиманського кар'єроуправління.
Оскільки розробка піску велась в межах хвойних лісів, розташування блакитних озер безпосередньо в лісових масивах робить їх привабливими для організації відпочинку та реабілітації населення промислових центрів Донбасу.
Привабливість регіону додає близькість Слов'янського курортного центру (20 км), що в ідеалі дає змогу організації лікувального процесу безпосередньо на місці відпочинку.
Північнодонецьке екологічне відділення здійснює постійний контроль за ситуацією в регіоні.
У районі розташована гідрологічна пам'ятка природи місцевого значення Чернецьке озеро.

## Історія
Історично місто виникло у 1667 році як поселення біля сторожових башт, розташованих уздовж річки Сіверський Донець. Основними укріпленими спорудами були фортеця Тор, зараз м. Слов'янськ, а допоміжні оглядові вежі з частиною підсобного господарства були прообразом сучасного міста Лиман. В 1667 році Московський цар Олексій Федорович видав Указ, який проголошував: «… Указом сиим лета 1667-го повелеваю вольным казакам на Лиман-слободе жить, земли сии от бусурмана-ворога охранять, промыслы, ремесла всяческие развивать».
Засновником міста вважається ізюмський полковник Яків Степанович Черніговець. Таким чином Лиман був заснований слобідськими козаками. Слобода Лиман знаходилась на межах Слобожанщини, і тому її часто грабували та спустошували ногайці, кримські татари. Відомо, що вони нападали на неї у 1638, 1639, 1690, 1691, 1697, 1699 роках. У 1691 році вороги зрівняли цей форпост з землею, але слобода щоразу підіймалась із руїн.
Наші славні предки-козаки входили до складу Ізюмського полку. 18 лютого 1825 року Лиман був перетворений у воєнне поселення, а з 1857 року мешканців перевели до розряду державних селян.
У 1925 році це було поселення залізничників Лиману, з 9 січня 1925 року — поселення Красний Лиман, а з 1938 року — місто Красний Лиман — районний центр.
15 серпня 1944 року Лиманський район перейменовано на Краснолиманський.
4 січня 1965 року Указом Президії Верховної Ради УРСР місто було підпорядковане Краснолиманській (нині Лиманській) сільській раді.
17 жовтня 1988 року Указом Президії Верховної Ради УРСР Краснолиманська міська рада народних депутатів та Краснолиманська районна рада народних депутатів об'єдналися в єдину раду — Краснолиманську (нині Лиманську) міську раду народних депутатів, а район було передано в адміністративну підпорядкованість міської ради Красного Лиману. З цього року він став містом обласного підпорядкування.

## Населення
Національний склад населення району за переписом 2001 року
|          | чисельність | частка |
| українці | 20 791      | 83,3   |
| росіяни  | 3 735       | 15,0   |

Етномовний склад сільських та міських рад району (рідна мова населення) за переписом 2001 року, %
|                          | українська | російська | циганська | білоруська |
| ЛИМАНСЬКИЙ РАЙОН         | 82,2       | 17,0      | 0,1       | 0,1        |
| ------------------------ | ---------- | --------- | --------- | ---------- |
| смт ДРОБИШЕВЕ            | 87,7       | 12,0      |           | 0,2        |
| смт КІРОВСЬК             | 89,0       | 9,7       | 0,9       | 0,0        |
| смт НОВОСЕЛІВКА          | 92,6       | 7,3       |           |            |
| смт ЯМПІЛЬ               | 90,5       | 9,3       |           | 0,1        |
| смт ЯРОВА                | 88,9       | 11,1      |           |            |
| КОРОВОЯРСЬКА сільрада    | 55,9       | 43,7      |           |            |
| КРИВОЛУЦЬКА сільрада     | 89,9       | 9,6       |           | 0,5        |
| РІДКОДУБІВСЬКА сільрада  | 88,6       | 10,7      |           | 0,1        |
| РУБЦІВСЬКА сільрада      | 85,4       | 14,1      |           | 0,1        |
| ТЕРНІВСЬКА сільрада      | 85,8       | 14,2      |           | 0,1        |
| ШАНДРИГОЛОВСЬКА сільрада | 89,9       | 8,9       |           |            |
| ЯЦЬКІВСЬКА сільрада      | 87,4       | 12,4      |           |            |

## Економічна географія
Підприємницьку діяльність в районі здійснюють 374 юридичних та 913 фізичних осіб. Головними областями народного господарства регіону є залізничний транспорт (10 підприємств з 6,5 тис. працівників) та агропромисловий комплекс — 15 сільськогосподарських підприємств та 74 фермерських господарства з 2,5 тис. працівників.
Склад працівників за галузями: торгівля, заготівля та побутові послуги — 975 чол., будівництво — 523 чол., промисловість 646 чол.
Основні економічні показники регіону: обсяг сільськогосподарського виробництва — 17,2 тис. грн.; обсяг товарної промислової продукції — 4141 тис. грн.; річний товарообіг становить 15,0 тис. грн.; платні послуги становлять 16,8 млн грн., у тому числі побутові — 387,3 тис. грн.
Станція Красний Лиман, локомотивне та вагонне депо, дистанція колії, сигналізації, зв'язку та обчислювальної техніки, громадські споруди, дорожні електромеханічні майстерні, колійна машинна станція № 10, рейкозварювальний поїзд № 6, будівельно-монтажний поїзд № 181 — головні залізничні підприємства, складові Лиманського залізничного вузла.
Рейкозварювальний поїзд № 6 здійснює унікальні зварювальні операції та операції з обробки колії. За досвідом сюди приїздять фахівці як з ближнього, так і з дальнього зарубіжжя. В дорожніх електромеханічних майстернях виробляють єдині у межах залізниць України бурові машини з установлення підпор для ліній електропередач та для інших видів робіт.
За своєю значимістю агропромисловий комплекс займає друге місце в місті після залізничного транспорту. Всього в районі нараховується 74 фермерських господарства, 15 знов створених сільськогосподарських підприємств.
У районі закуповують олію соняшника і сам соняшник підприємства Донецької і Харківської областей.
Основні показники діяльності підприємств АПК: загальна площа сільськогосподарських угідь — 69,1 тис. га, в тому числі нив — 51,3 тис. га; щорічні площі сівби зернових — 19,0 тис. га, соняшника — 6,1 тис. га.
ТОВ «Чайка» — виробник борошна та хлібобулочних виробів.
Проектна потужність виробництва борошна — 3 т/т за рік, виробництва хліба та хлібобулочних виробів — 2,5 т/т за рік.
ВАТ «Краснолиманський комбікормовий завод» — виробник борошна та комбікорму. Проектна потужність — 8 т/т за рік.
СТОВ «Дружба» — виробник м'яса, зерна — 4,9 т/т, соняшника — 0,8 т/т.
ТОВ «Алмаз» — виробник молочної продукції. Проектна потужність — 1,0 т/т за рік.
В місті працюють три будівельних підприємства: АТ «МПМК-7», ГП «Доррембуд», будівельно-монтажний поїзд № 181.
Програмою капітального будівництва міста передбачено освоїти 4594 тис. грн. капітальних вкладів. Передбачається запровадити житла — 6,0 тис. м². Донецька залізниця ввела в цьому році 40-квартирний житловий будинок загальною площею 2,2 тис. м².
Рух на місцевих маршрутах здійснюється за рахунок автобусного парку ВАТ «Експрес» та приватних таксі малої та середньої місткості.
З метою стабілізації у сфері перевезення місцевою радою прийнято рішення про поширення сітки маршрутів, збільшення кількості графіків руху.

## Транспорт
Районом проходять такі автошляхи: Т 0513 та Т 0514.
У районі розташована вузлова позакласна сортувальна станція Лиман та вузлова станція Святогірськ. Також станції: Брусин, Рубці, Тропа та Форпостна.
Зупинні пункти: 10 км, 416 км, Новоселівка, Овочева, Ялинковий, Ярова та Яцька.

## Наука. Освіта
В місті Лиман розташовані такі навчальні заклади, як: факультет Українського державного університету залізничного транспорту, медичне училище, ПТУ-119, ліцей, гімназія, 22 загально-освітні школи.

## Медичні заклади. Охорона здоров'я
Медичне обслуговування у місті здійснює центральна районна лікарня та відомча залізнична лікарня. На території району діють дві селищні лікарні, п'ять лікувальних амбулаторій, 20 фельдшерсько-акушерських пунктів, три санаторії, один обласний дитячий санаторій, сім дитячих оздоровчих таборів та 87 туристичних баз. Кліматичні умови міста сприяють скорішій адаптації після легеневих захворювань.
Залізнична лікарня розрахована на 150 місць, районна лікарня — на 250 місць, Кіровська та Дробишевська лікарні — на 25 місць.
Лиманщину по праву називають смарагдовою перлиною та легенями індустріального Донбасу, оскільки тут майже 40 тис. га лісів та галявин національного парку «Святі гори» та 505 га заповідника «Крейдяна флора». Кожний рік у Щурівській, Брусиновській, Краснооскольській зонах відпочинку та в санаторіях зміцнюють своє здоров'я тисячі жителів як Донбасу, так і всієї України.

## Засоби масової інформації
У місті зв'язок забезпечують лиманський цех № 3 «Укртелекома» та відомчий залізничний зв'язок дистанції сигналізації та зв'язку. На території міста відсутні провайдери Інтернет.
Сотовий зв'язок на більшості території підтримується операторами DCC, Vodafone, «Київстар».
У місті існує редакції міжрайонної газети «Зоря» і міського радіомовлення.

## Культура та спорт
На території міста і району працює 21 будинок дозвілля, 26 державних бібліотек, Будинок науки і техніки локомотивного депо, музей, дитяча музична школа. Незважаючи на матеріальні труднощі, заклади культури були і залишаються центрами культурного, духовного спілкування, розвитку творчої діяльності, проведення дозвілля, сприяння всебічному інтелектуальному розвитку населення. Відроджуючи національні українські традиції, працюють бібліотеки-Світлиці (Ставчанська, Яцьківська, Рубцівська), Новоселівський клуб-кафе, Дробишевська бібліотека-музей, бібліотеки-будинки природи (Криволуцька, Тернівська, Коровоярська), бібліотеки сімейного виховання (Центральна міська, Кіровська). Щорічно проводяться районні фестивалі народної творчості, переможці яких стають учасниками обласних і республіканських конкурсів і фестивалів. В районі успішно працюють народні колективи: Ставчанський народний самодіяльний вокальний колектив «Червона калина» (керівник Перекрьостов В. В.), народний театральний колектив центру культури і дозвілля с. Рубці (керівник Швець О. М.). Заклади культури за рахунок своїх платних послуг придбають музичні інструменти, народні костюми, літературу.
Локомотивне депо називають серцем Лиманського залізничного вузла, а стадіон «Локомотив» — центром спортивного життя міста та району.
Великий внесок в розвиток і становлення краснолиманського футболу зробив гравець і тренер Мірошниченко А. Ф., а також його сини. Нинішній тренер «Локомотива» А. А. Бережний грав за донецький «Локомотив», тренував футболістів знаменитого «Шахтаря». У 2000 році футбольна команда «Локомотив» стала чемпіоном Донецької області.
Більш як півстоліття в районі займаються важкою атлетикою. Місто Лиман дало путівки в велике життя багатьом важкоатлетам. Це — дворазовий чемпіон світу і учасник двох Олімпійських Ігор (в Атланті і Сіднеї) Ігор Разорьонов.
Дуже популярним видом важкої атлетики став пауерліфтинг. Його засновником у місті став голова райради «Колос», заслужений тренер України, майстер спорту міжнародного класу О. О. Рокочий, а також майстри спорту В. Шепотько, О. Рокочий-старший, В. Муравльов, О. Рокочий-молодший.
Ми пишаємось чемпіоном світу і Європи з велосипедного спорту Богданом Бондаревим, який був учасником Олімпіади в Атланті; олімпійським чемпіоном в Токіо (1964) з вільної боротьби О. Іваницьким; заслуженим тренером України зі спортивної радіопеленгації В. Лавриненком і його донькою Н. Лавриненко. Нині Центр спортивної радіопеленгації одержав статус обласної дитячо-юнацької спортивно-технічної школи.

## Туризм
Нині на території Лиманського району діє 115 баз відпочинку та піонерських таборів підприємств Донбасу. Одночасно кількість відпочивальників досягає 40 тис. чол. За літній період відпочинку оздоровлюється до 500 тис. чол.
Зростаючі вимоги до рівня комфорту відпочивальників, відсутність централізованого водопостачання, каналізації, а також централізованого опалювання створюють сьогодні серйозні труднощі щодо експлуатації баз відпочинку та піонерських таборів. Період експлуатації у зв'язку з цим становить 3 літніх місяці.

## Релігійні організації
- с-ще Ямпіль Релігійна община УПЦ Свято-Миколаївська церква
- с-ще Ярова Релігійна община УПЦ Свято-Казанська церква
- с. Торське Релігійна община УПЦ Свято-Вознесенська церква
- с-ще Дробишево Релігійна община УПЦ Свято-Миколаївська церква
- c. Лозове Релігійна община УПЦ Свято-Іллінська церква
- с-ще Кіровськ Релігійна община УПЦ Свято-Георгіївська церква
- с-ще Новоселівка Релігійна община УПЦ Свято-Григоріївська церква
- с. Рідкодуб Релігійна община УПЦ Свято-Покровська церква
- c. Крива Лука Релігійна община УПЦ Свято-Троїцька церква
- с. Рубці Релігійна община УПЦ Свято-Пантелеймонівська церква
- с. Коровій Яр Релігійна община УПЦ Свято-Серафимосарівська церква
- с. Терни Релігійна община Свято-Миколаївський прихід
- с. Ямполівка Релігійна община євангельських християн-баптистів
- с. Шандриголове Релігійна община Святого Іоанна Богослова церква
- с. Олександрівка Мусульманська релігійна община